# ریس کانلی
ریس کانلی (انگلیسی: Reece Connolly؛ زادهٔ ۲۲ ژانویهٔ ۱۹۹۲) بازیکن فوتبال اهل بریتانیا است.
از باشگاه‌هایی که در آن بازی کرده‌است می‌توان به باشگاه فوتبال سالزبری سیتی، باشگاه فوتبال ایستلی، باشگاه فوتبال دیدکات تاون، باشگاه فوتبال فارن‌بورو، باشگاه فوتبال فارست گرین راورز، و باشگاه فوتبال آلدرشات تاون اشاره کرد.